# Herbert William Vansittart Stewart
Herbert William Vansittart Stewart, britanski general, * 1886, † 1975.